# Harri Lorenzi
Harri Lorenzi (Corupá, Santa Catarina, 1949), é um engenheiro agrônomo e botânico brasileiro, autor de dezenas de artigos e livros sobre plantas e fundador do Instituto Plantarum.

## Biografia
Harri Lorenzi graduou-se engenheiro agrônomo em 1973 pela Universidade Federal do Paraná e pós graduou-se, em nível de mestrado, em 1979 pela Universidade do Tennessee. Trabalhou como pesquisador no Instituto Agronômico do Paraná (IAPAR) e no Centro de Tecnologia Copersucar.
Em 1998 foi pesquisador convidado da Universidade Harvard.

### Instituto Plantarum
Em 1981, Lorenzi fundou o Instituto Plantarum de Estudos da Flora que, além de uma editora, conta com uma vasta biblioteca; um laboratório; um jardim botânico com mais de cinco mil espécies vegetais, sobretudo espécies nativas do Brasil; um herbário com 20 mil exsicatas; e uma carpoteca.

### Expedições
Realizou várias expedições de identificação e coleta de sementes, além de material para herbários e fotos, das várias regiões do Brasil, incluindo todos os ecossistemas. Nestas viagens encontrou várias espécies desconhecidas para a ciência e outras tantas ameaçadas, inclusive algumas que já eram consideradas extintas. As viagens incluem idas à Amazônia, ao Brasil Central, à Zona da Mata Mineira, ao sertão da Bahia e à Serra do Espinhaço.

## Livros publicados
- "Árvores Brasileiras: Manual de Identificação e Cultivo de Plantas Arbóreas Nativas do Brasil", a contar com 3 volumes, todos editados também em inglês;
- "Plantas Ornamentais no Brasil: arbustivas, herbáceas e trepadeiras";
- "Frutas Brasileiras e Exóticas Cultivadas de Consumo in natura", obra que conta também com edição em inglês;
- "Plantas Daninhas no Brasil: Terrestres, aquáticas, parasitas e tóxicas";
- "Plantas Medicinais no Brasil: Nativas e exóticas";
- "Árvores Exóticas no Brasil: Madeiras, ornamentais e aromáticas";
- "Botânica Sistemática: Guia ilustrado para identificação das famílias de Fanerógamas nativas e exóticas no Brasil, baseado em APG II";
- "Manual de Identificação e Controle de Plantas Daninhas: plantio direto e convencional";
- "Morfologia Vegetal: Organografia e Dicionário Ilustrado de Morfologia das Plantas Vasculares";
- "Palmeiras Brasileiras e Exóticas Cultivadas", obra já esgotada;
- "As Plantas Tropicais de R. Burle-Marx", obra também esgotada;
- "Flora Brasileira: Arecaceae (Palmeiras)", seu último lançamento, apresenta todas as cerca de 300 espécies de palmeiras nativas em território brasileiro.
- Cactos e outras Suculentas para decoração.